# Chenac-Saint-Seurin-d'Uzet
Chenac-Saint-Seurin-d'Uzet is een gemeente in het Franse departement Charente-Maritime (regio Nouvelle-Aquitaine) en telt 572 inwoners (1999). De plaats maakt deel uit van het arrondissement Saintes.
Zij werd gevormd op 25 februari 1965 door de fusie van twee dorpen op zo'n 5 km van elkaar gelegen:
- Chenac-sur-Gironde, dorp van land- en wijnbouwers boven op een heuvelrug en uitkijkend over het estuarium van de Gironde
- Saint-Seurin-d'Uzet, kleine vissershaven en ooit een belangrijke producent van kaviaar.

## Geografie
De oppervlakte van Chenac-Saint-Seurin-d'Uzet bedraagt 20,0 km², de bevolkingsdichtheid is 28,6 inwoners per km².
De onderstaande kaart toont de ligging van Chenac-Saint-Seurin-d'Uzet met de belangrijkste infrastructuur en aangrenzende gemeenten.

## Demografie
Onderstaande figuur toont het verloop van het inwonertal (bron: INSEE-tellingen).
1. ↑  Populations de référence 2022.